# Гагаузи в Русия
Гагаузите в Русия (на руски: Гагаузы в России) са 71-вата по численост етническа група в Русия. Според преброяването на населението през 2010 г. броят на хората, определили се за гагаузи, е 13 690 души, или 0,01% от населението на страната. 
Според преброяването през 2010 г. повечето от гагаузите живеят в градове – 9 732 души, а в селата – 3 958 души. За гагаузите са характерни миграциите с цели семейства от дадено селище на Гагаузия към друго селище в Русия, пример за това е село Данково в Смоленска област. Така за периода между 1959 и 2010 г. броят на гагаузите в Русия се е увеличил с 4,6 пъти. С течение на времето регионите на концентрация на гагаузите се изменят, като днес повече от 1/5 от гагаузите живеят в Тюменска област и нейните автономни окръзи, 13,7% от гагаузите живеят в Москва и Московска област.

## Численост и дял
Численост и дял на гагаузите според преброяванията през годините:
| Преброяване | Численост | Дял (в %) |
| 1926        | 0         | 0,00      |
| 1939        | 0         | 0,00      |
| 1959        | 3 012     | 0,00      |
| 1970        | 3 704     | 0,00      |
| 1979        | 4 176     | 0,00      |
| 1989        | 10 051    | 0,01      |
| 2002        | 12 210    | 0,01      |
| 2010        | 13 690    | 0,01      |